# Hypothermia (musikgrupp)
Hypothermia är en svensk musikgrupp inom genrerna depressive suicidal black metal och post-metal, bildad 2001. Gruppens låtar behandlar ämnen som depression, självmord, ensamhet, negativitet samt döden.

## Medlemmar
Nuvarande medlemmar
- Kim Carlsson – sång, gitarr (2001–)
- Hans Cools – gitarr (2013–)
- Phil A. Cirone – basgitarr (2016–)
- Santino van der Aa – trummor (2017–)

## Diskografi
Studioalbum
- Veins (2006)
- Köld (2006)
- Rakbladsvalsen (2007)
- Skogens hjärta (2010)
- Svartkonst (2015)

Demoer (urval)
- Saphien irretable (2003)
- Suicide Fixation (2004)
- Svarta nyanser av ljus (2004)
- Självdestruktivitet född av monotona tankegångar (2004)
- Självdestruktivitet född av monotona tankegångar II – Monoton negativitet (2005)